# Achille Lauro (militare)
Achille Lauro (Napoli, 5 dicembre 1892 – Përmet, 22 aprile 1941) è stato un militare italiano, decorato con la medaglia d'oro al valor militare alla memoria nel corso della seconda guerra mondiale.

## Biografia
Nacque a Napoli il 5 dicembre 1892, figlio di Angelo e di Maria Francesca Di Napoli, ottavo di nove fratelli e sorelle.
Compì gli studi presso il Collegio Vescovile di Nola unitamente al fratello Guglielmo e certamente, in tale collegio, frequentò almeno il ginnasio. 
Indubbiamente la frequenza del Seminario di Nola, dove si facevano studi molto seri, ebbe un'incidenza rimarchevole sulla formazione del carattere del giovane Achille, che così, poi, poté transitare senza traumi ad un liceo di impronta militare quale era il Real Collegio Militare della Nunziatella, già noto anche perché lo stesso Re Vittorio Emanuele III vi era stato allievo.
Entrato alla Scuola militare della Nunziatella il 31 dicembre 1910 vi fu allievo fino al 1913, e mentre eventi eccezionali andavano maturandosi in Europa, passò a frequentare la Regia Accademia Militare di Fanteria e Cavalleria di Modena, da cui uscì con la nomina a sottotenente, assegnato al 12º Reggimento fanteria della Brigata "Casale", il 21 marzo 1915.
Il 24 maggio 1915 si trovò subito in territorio dichiarato in stato di guerra, grosso modo sul vecchio confine segnato dalla parte alta dello Judrio. La guerra contro l'Austria-Ungheria, conclamata come l'ultima guerra di indipendenza nazionale, fu vista anche dal giovane sottotenente Lauro quale guerra di liberazione.
Il 25 giugno 1915 rimase gravemente ferito a Lucinigo, sotto il Podgora, nel corso della prima battaglia dell'Isonzo. Mentre avanzava completamente allo scoperto di corsa su di una erta pendice, fu colpito in pieno da una fucilata che lo prese al basso ventre, penetrando nella regione pubica e perforandogli l'intestino e la parte retrostante della coscia. Caduto riverso in una pozza di sangue, fu soccorso in tempi rapidi e venne ricoverato nell'ospedale di Cormons dove le sue condizioni furono giudicate subito gravissime. In un primo tempo considerato irrecuperabile, il 15 ottobre successivo fu trasferito a Napoli, dove trascorse una lunghissima convalescenza, ritornando al fronte solamente il 12 marzo 1918, dopo essere stato promosso tenente il 9 luglio 1916 e poi capitano il 10 marzo 1918.
Il 14 aprile 1918 fu assegnato al 244º Reggimento fanteria, con il quale partecipò alla battaglia del Piave. In uno degli episodi avvenuti sul basso Piave il 15 giugno 1918 si distinse tanto da essere decorato con la medaglia di bronzo al valor militare. Nel 1922 fu collocato in aspettativa per riduzione di quadri, e richiamato in servizio, passò successivamente al magazzino vestiario della Legione Carabinieri di Napoli, al 40º Reggimento fanteria e dal 1927 al Collegio militare della Nunziatella. Divenuto maggiore nel 51º Reggimento fanteria nel 1933, cinque anni dopo, nel giugno 1938, conseguiva la promozione a tenente colonnello. Trasferito al 52º Reggimento fanteria "Alpi", prendeva parte dal 10 giugno 1940, alle operazioni di guerra sul fronte alpino occidentale al comando del III battaglione.
Dal 18 gennaio 1941 fu trasferito con il suo reparto sul fronte greco-albanese.  Dal 29 marzo 1941 passò al comando del I battaglione del 139º Reggimento fanteria della 47ª Divisione fanteria "Bari",  e primo fra tutti entrava in Premeti il 17 aprile. Nel corso di un'azione nelle ultime fasi della Campagna italiana di Grecia venne ucciso in combattimento durante un assalto alle linee greche nella zona di Ponte Perati. Per l'eroismo dimostrato in questo frangente gli fu conferita la medaglia d'oro al valor militare alla memoria.

### Annotazioni
1. ↑  Il padre Angelo Lauro, nato in Lauro il 26 febbraio 1827 e morto a Napoli il 30 maggio 1903, a sua volta era il primo di una schiera di 9 figli.
2. ↑  Era da considerare il nono di una famiglia di 10 figli se si tiene conto di una sorellastra da parte materna.
3. ↑  Nel Collegio vescovile di Nola una lapide ricorda che vi fu allievo la Medaglia d'oro al valor militare Achille Lauro.
4. ↑  Ultimogenito della famiglia.
5. ↑  Nel 1933 Vittorio Emanuele III concesse alla Scuola Militare della Nunziatella di fregiarsi del motto "Victoriae Regem Dedit".

### Fonti
1. 1 2 3 4 5 6 7 8 9 10 11 12 13 14 15 16  Combattenti Liberazione.
2. ↑  Cavaciocchi, Ungari 2014, p. 53.
3. ↑  Cavaciocchi, Ungari 2014, p. 48.
4. ↑  Cavaciocchi, Ungari 2014, p. 59.
5. ↑  Cavaciocchi, Ungari 2014, p. 279.
6. ↑  Cavaciocchi, Ungari 2014, p. 287.
7. ↑   Medaglia d'oro al valor militare Lauro Achille, su quirinale.it, Quirinale. URL consultato il 30 gennaio 2023.
8. ↑  Registrato alla Corte dei Conti il 26 agosto 1942, guerra registro 34, foglio 110.